# Втрати 17-ї окремої танкової бригади
У статті описано деталі втрат 17-ї окремої танкової бригади.

## Поіменний перелік

### 2014
- 30 липня 2014, старший лейтенант Макарян Євген Валерійович
- 28 серпня 2014, старший солдат Погорілий Олексій Валерійович
- 29 серпня, сержант Алексанич Олег Іванович
- 29 серпня, солдат Бадіченко Станіслав Сергійович
- 29 серпня, солдат Калакун Віталій Анатолійович
- 29 серпня, солдат Король Віталій Вікторович
- 29 серпня, солдат Кузьмін Дмитро Вікторович
- 29 серпня, солдат Милащенко Василь Олексійович
- 29 серпня, солдат Розуменко Артем Олександрович
- 29 серпня, солдат Трофімов Олексій Володимирович[1]
- 5 вересня, солдат Бардась Сергій Миколайович
- 7 вересня 2014, солдат Агапов Олександр Леонідович
- 17 вересня, солдат Пронін Сергій Миколайович
- 18 вересня, прапорщик Бережний Геннадій Анатолійович
- 18 вересня, молодший сержант Кравченко Андрій Іванович
- 18 вересня, сержант Капінус Віталій Анатолійович
- 28 вересня, старший сержант Соколовський Денис Михайлович
- 16 жовтня, солдат Солонар Максим Володимирович
- 22 жовтня, солдат Крутько Роман Іванович
- 23 жовтня, солдат Василенко Микола Миколайович
- 3 листопада, сержант Галушкін Олександр Миколайович
- 29 грудня 2014 — Живцов Андрій Анатолійович, солдат.[2]

### 2015
- 14 січня 2015 — Попов Олександр Олександрович, капітан (посмертно).
- 16 січня 2015 — Суслопаров Олександр Олександрович, солдат.
- 24 січня 2015 — Ласкін Сергій Володимирович, сержант. Новоселівка Друга.
- 28 січня 2015 — Бакал Анатолій Іванович, сержант.
- 28 січня 2015 — Пономаренко Руслан Миколайович, старший сержант. смт Ольховатка.
- 29 січня 2015 — Яковенко Іван Вікторович, солдат.
- 1 лютого 2015 — Головін Дмитро Володимирович, старший солдат. Дебальцеве.
- 1 лютого 2015 — Денисюк Василь Захарович, молодший сержант. Дебальцеве.
- 1 лютого 2015 — Осташевський Олексій Сергійович, молодший сержант. Дебальцеве.
- 1 лютого 2015 — Костянтин Ткачук, старший солдат.
- 1 лютого 2015 — Человський Дмитро Миколайович, сержант. Дебальцеве.
- 3 лютого 2015 — Селищев Олексій Сергійович, молодший сержант.
- 4 лютого 2015 — Іткалюк Юрій Герасимович, прапорщик.
- 4 лютого 2015 — Слюсаренко Артем Олександрович, солдат.
- 6 лютого 2015 — Вакульчук Олексій Олексійович, старший лейтенант.
- 7 лютого 2015 — Рубцов Вадим Костянтинович, сержант.
- 10 лютого 2015 — Місків Артур Валерійович, старший лейтенант. Бої за Дебальцеве.[3]
- 11 лютого 2015 — Зозуля Максим Петрович, солдат. Бої за Дебальцеве.
- 12 лютого 2015 — Асмолов Андрій Вікторович, сержант. Бої за Дебальцеве.
- 13 лютого 2015 — Єлефтеріаді Валерій Степанович, старшина, бої за Дебальцеве,
- 13 лютого 2015 — Мельник Володимир Михайлович, старший сержант. Бої за Дебальцеве.
- 17 лютого 2015 — Гирман Сергій Миколайович, солдат. Бої за Дебальцеве.
- 17 лютого 2015 — Кіндзера Євген Йосипович, солдат. Бої за Дебальцеве.
- 17 лютого 2015 — Мироненко Віктор Миколайович, солдат. Бої за Дебальцеве.
- 18 лютого 2015 — Белима Микола Григорович, сержант.
- 22 лютого 2015 — Сухацький Леонід Андрійович, старший сержант.
- 4 березня 2015 — Зубов Юрій, старшина.
- 11 березня 2015 — Накидалюк Петро Іванович, солдат.
- 17 березня 2015 — Бабенко Віктор Володимирович, старший солдат.
- 3 травня 2015 — Воронін Володимир Ігорович, солдат. Оріхово-Василівка.
- 19 травня 2015 — Булатов Олег Геннадійович, старший лейтенант. Катеринівка Попаснянського району.
- 27 травня 2015 — Цешковський Олександр Анатолійович, солдат.[4]
- 30 червня 2015 — Маляров Борис Анатолійович, старший лейтенант.
- 9 липня 2015 — Якущенко Валерій Миколайович, старший сержант.
- 10 жовтня 2015 — Нікулін Віталій Євгенович, старший солдат. Попасна.

### 2016
- 28 січня 2016 — Резнік Микола Олександрович[5]
- 25 червня 2016 — Вітюк Максим Вікторович, солдат.[6]
- 15 липня 2016 — Роговський Михайло Іванович, старшина.[7]
- 18 липня 2016 — Лелеко Василь Іванович, солдат.[8]
- 5 серпня 2016 — Синьов Михайло Анатолійович, солдат.[9]

### 2017
- 4 січня 2017 — Чистов Віталій Валерійович, солдат.[10]
- 15 січня 2017 — Косєєв Сергій Вікторович, солдат.[11]
- 24 січня 2017 — Бутильський Андрій Олександрович, молодший сержант.[12]
- 3 лютого 2017 — Горкун Роман Владиславович, солдат.
- 24 березня 2017 — Маленко Олександр Андрійович, солдат.
- 3 квітня 2017 — Соловйов Олександр Сергійович, солдат.[13]

### 2019
- 4 червня 2019 — Лазарєв Едуард Дмитрович, молодший сержант. Новоселівка Друга.
- 4 червня 2019 — Лин Олександр Петрович, старший солдат. Новоселівка Друга.

### 2021
- 27 жовтня 2021 — Рачугін Віктор Анатолійович, солдат. Новотошківське.

### 2022
- 6 квітня 2022 — Оцерклевич Віктор Ярославович, капітан. Герой України.
- до 7 квітня 2022 — Семянніков Ярослав Андрійович, солдат.
- 29 серпня 2022 — Корячко Дмитро Олександрович, молодший лейтенант.
- 20 вересня 2022 — Целік Олександр Вікторович, сержант.[14]
- 7 жовтня 2022 — Спасюк Дмитро Васильович.[15]
- 19 жовтні 2022 — Брикайло Сергій Олександрович, старший сержант.

### 2023
- 30 червня 2023 — Сандул Олександр («Дюс»), старший сержант. Загинув в районі села Іванівське, що під Бахмутом на Донеччині.[16]
- 28 серпня 2023 — Понько Олександр («Веребей»), молодший сержант. Загинув в районі села Іванівське, що під Бахмутом на Донеччині.[17]

### 2014
- 12 жовтня 2024 - Григорій Крячко, 48 років, солдат. Загинув під час виконання бойового завдання біля Ольгівки Курської області[18].

### 2025
- 5 січня 2025 — Рошка Едуард. м. Кривий Ріг. Загинув в Черкаському Порічному на Курщині.[19]
- 7 лютого 2025 — Нечипоренко Андрій Володимирович, старший солдат. Загинув на Курщині.[20]
- 19 лютого 2025 — Качалка Володимир Миколайович, старший стрілець-оператор. Раптово помер.[21]
- 26 лютого 2025 — Чигрин Роман Миколайович, солдат, кулеметник стрілецького відділення. Загинув в районі міста Суджа Курської області РФ.[22]
- 28 травня 2025 - Єгор Клєщинов, 47 років. Внаслідок тяжких контузій зупинилося серце під час відпустки[23].